# Mircea Stanciu
Mircea Stanciu (n. 30 aprilie 1975, Ocna Mureș, județul Alba) este un fost fotbalist român.
A jucat pe post de atacant pentru echipele: ASA Târgu-Mureș (1992-1999), Steaua București (1996-1997), Oțelul Galați (1997-1998), Olimpia Satu-Mare (1998-1999), CSM Reșița (1998-2000), Gaz Metan Mediaș (2001-2002), CFR Cluj (2003-2004) și Apulum Alba-Iulia (2003-2005). În cariera sa a jucat 67 de meciuri în prima ligă a României și a marcat 14 goluri.

## Legături externe
- Profilul lui MIrcea Stanciu pe romaniansoccer.ro